# 哈萨克斯坦共产党
哈萨克斯坦共产党是苏联共产党在哈萨克苏维埃社会主义共和国的分支。该党成立于1937年4月23日，当时取名为哈萨克斯坦共产党（布尔什维克）。1952年10月，随着全联盟共产党（布尔什维克）改名为苏联共产党，该党也相应改名为哈萨克斯坦共产党。
1991年9月8日，哈萨克斯坦共产党召开非例行的紧急代表大会，大会通过了“脱离苏共，获得独立政治地位的根本决定”，宣布将哈萨克共产党改组为“哈萨克斯坦社会党”，并称哈萨克斯坦社会党是哈萨克斯坦共产党的合法继承者。部分哈萨克斯坦共产党成员不同意此次代表大会的决议，在这次非例行的紧急代表大会之后，他们召开代表大会，决定重建哈萨克斯坦共产党，认为自己才是原哈萨克斯坦共产党的真正合法继承者。

## 历任第一书记
1. 列万·米尔佐扬 (1936年12月5日－1938年5月3日)
2. 尼古拉·斯克沃尔佐夫 (1938年5月3日－1945年7月12日)
3. 根纳季·博尔科夫（1945年7月13日－1946年6月22日）
4. 茹马拜·沙亚赫梅托夫 (1946年6月22日－1954年2月6日)
5. 潘捷列伊蒙·波诺马连科 (1954年2月6日－1955年5月7日)
6. 列昂尼德·勃列日涅夫 (1955年5月8日－1956年3月6日)
7. 伊万·雅科夫列夫 (1956年3月6日－1957年12月26日)
8. 尼古拉·别利亚耶夫 (1957年12月26日－1960年1月19日)
9. 丁穆罕默德·库纳耶夫  (1960年1月19日－1962年12月26日)
10. 伊斯梅尔·尤苏波夫 (1962年12月26日－1964年12月7日)
11. 丁穆罕默德·库纳耶夫 (1964年12月7日－1986年12月16日)
12. 根纳季·科尔宾 (1986年12月16日－1989年6月22日)
13. 努尔苏丹·纳扎尔巴耶夫 (1989年6月22日－1991年8月28日)